# Стрышув
Стры́шув (пол.  Stryszów) — село в Польше на территории гмины Стрышув Вадовицкого повета Малопольского воеводства. Административный центр гмины Стрышув.

## География
Село находится в 11 км от города Вадовице, 35 км от Кракова.

## История
Первое упоминание о селе относится к 1326 году. На рубеже XV и XVI веков в селе был основан церковный приход и построена церковь святого Николая, которая сгорела во время пожара в 1739 году.
С 1975 по 1998 год село входило в Бельское воеводство.

## Достопримечательности
- Церковь святого Иоанна, построенная в 1748 году на месте сгоревшей ранее церкви святого Николая;
- Усадьба дворянского рода Суских. В настоящее время в неё находится музея, являющийся филиалом краковского учреждения культуры «Королевский замок на Вавеле — Государственное собрание искусства» (Zamek Królewski na Wawelu — Państwowe Zbiory Sztuki).